# Waldemar Fiuta
Waldemar Fiuta (ur. 10 kwietnia 1958 w Lublinie) – polski piłkarz i trener piłkarski. W trakcie kariery zawodniczej grał na pozycji prawego obrońcy. Związany głównie z Motorem Lublin, w barwach którego rozegrał w ekstraklasie 176 spotkań.
Z Motorem, w którym zadebiutował w rundzie wiosennej sezonu 1974/1975, trzykrotnie (w sezonach 1979/1980, 1982/1983  oraz 1988/1989) wywalczył awans do I ligi. W 1983 roku zajął siódme miejsce w plebiscycie „Kuriera Lubelskiego” na najlepszego i najpopularniejszego sportowca Lubelszczyzny.
Był trenerem Motoru w sezonie 1995/1996. Obecnie jest właścicielem firmy wykończeniowej.